# Galatasaray (mannenbasketbal)
Galatasaray Ekmas is de professionele heren-basketbalafdeling van sportvereniging Galatasaray SK uit Istanboel. De basketbalafdeling is de op een na grootste afdeling van Galatasaray, en wordt gesponsord door Ekmas. De club heeft zowel een herenteam als een damesteam. Beide teams spelen hun thuiswedstrijden in het Abdi Ipekçi Spor Salonu, dat een capaciteit heeft van 12.500 toeschouwers.
Galatasaray is in totaal 5 keer kampioen geworden van de hoogste Turkse Basketbaldivisie (in 1968/69, 1984/85, 1985/86, 1989/90 en 2012/2013). Daarnaast is de club 17 keer kampioen geworden van de Istanbul Competitie, heeft de club twee keer de Presidentsbeker gewonnen (1985 en 2011) en Galatasaray heeft drie keer de finale van de Turkse Beker gewonnen (1970, 1971 en 1995). Op Europees vlak wist de club in 2015-16 te triomferen door de EuroCup Men te winnen. In de finale wist Galatasaray, de Franse topclub Strasbourg IG te overmeesteren.

## Geschiedenis

### Oprichting
De basketbalafdeling van het club werd opgericht in 1911 mede dankzij clubicoon en voormalig voorzitter Ahmet Robenson, die tevens ook een afgestudeerde was uit het universiteit van Galatasaray dat ervoor zorgde dat deze club lid zou zijn van de sportvereniging van Galatasaray. Hij ontdekte deze sport in 1904 wanneer toen voor het eerst basketbal werd geïntroduceerd in Turkije aan de Robert College. Na de oprichting kwam de club veelal uit in het İstanbul Ligi dat toen werd gespeeld. In deze competitie wist Galatasaray vijftienmaal kampioen te worden en werd zo dus recordhouder van aantal kampioenschappen. De club wist ook elfmaal (record) de Turkse basketbalkampioenschap te winnen dat ook een beker was die toen werd gespeeld omdat er nog geen officiële competitie bestond in het land. In 1955 won Galatasaray deze beker maar kreeg enkel de helft van het beker omdat ook Modaspor met dezelfde aantal punten op een gedeeltelijke eerste plaats het competitie beëindigde. Hiermee besloot de Turkse Basketbal Federatie om de beker in helft te zagen en beide clubs een deel te geven.

### Seizoenen 2006-2012 - Eerste Europese topprestaties
In het seizoen 2006/2007 wist Galatasaray Medical Park zich te plaatsen bij de laatste 4 teams van de play-offs. Hiermee dwongen ze ook af dat ze dit seizoen meedoen met de Europese competitie, namelijk de ULEB Cup.
Op de transfermarkt heeft Galatasaray Café Crown ook niet stilgezeten. Twee spelers werden uit de NBA aangetrokken. Dee Brown (guard) kwam over van Utah Jazz en Robert Hite (forward) van New Jersey Nets. Daarnaast werden Cris Owens en Charles Gaines aangetrokken van respectievelijk Alba Berlin en Badaluna. Ook werden ervaren Turkse spelers aangetrokken: Huseyin Besok en Cuneyt Erden. Samen met talenten Tufan Ersoz en Murat Kaya zal Galatasaray proberen de nationale en Europese titel binnen te slepen.
In het seizoen 2007/2008 werd Galatasaray Café Crown 4e in de ULEB Cup, door onder andere in de kwartfinale stadsgenoot Beşiktaş Cola Turka te verslaan.
Met de komst van de huidige coach Oktay Mahmuti heeft de club elk jaar steeds meer successen geboekt. Zo wist de team in het seizoen 2010-11 de finale van de play-off's te bereiken van de Türkiye Basketbol Ligi. In de finale werd er verloren van de stadsrivaal Fenerbahçe Ülker. Met dit succes won het team ook een ticket om deel te nemen aan de voorrondes van de EuroLeague. In de voorrondes wist het team achtereenvolgens drie grote clubs (PAOK Saloniki, ASVEL Basket en Lietuvos Rytas) uit te schakelen waarne de club voor het eerst in haar historie voor de grootste basketbaltoernooi in Europa geplaatst werd: de EuroLeague.

### De gouden periode van Ataman
Nadat de trainer Oktay Mahmuti in 2012 werd ontslagen, had Galatasaray een akkoord bereikt met Ergin Ataman die zowel nationaal als internationaal vele successen had geboekt. Meteen al in zijn eerste seizoen wist Ataman landskampioen te worden door Banvitspor in de finale viermaal te verslaan. Zo wist Galatasaray zich te plaatsen in de EuroLeague, waar de club tot de kwartfinale geraakte en uiteindelijk daar werd uitgeschakeld door een te sterke FC Barcelona Bàsquet. In het seizoen 2014-15 werd de club uitgeschakeld in de top-16 groepsfase. Het werd laatste in de groepsfase met 2 zeges (waarvan tegen BC Žalgiris Kaunas en KK Rode Ster Belgrado) en 12 nederlagen. In 2015-2016 werd de club geplaatst voor de EuroCup, waar Galatasaray mede dankzij de top transfers als favoriet werd gezien. In de 1/8 finales wist Galatasaray landgenoot Pınar Karşıyaka uit te schakelen door in twee wedstrijden 157–132 te winnen (64–67 en 93–65). Nadat het in de kwartfinales FC Bayern München kon uitschakelen, wist Galatasaray in de halve finales CB Gran Canaria te treffen. Nadat in de eerste wedstrijd Galatasaray zijn tegenstander overklaste met 89-75, ging de club met een grote voordeel van 14 punten verschil naar Spanje. Deze punten verschil werd in de vierde periode van de terugwedstrijd terug gehaald door Gran Canaria, wegens de blokkering van Vladimir Micov op het laatste moment kon Galatasaray zich toch plaatsen in de finales. Op de finales werd gewonnen van Strasbourg IG met scores van 62–66, 78–67 (140–133), en wist de club dus voor het eerste keer sinds oprichting een Europese beker te winnen. Door het winnen van deze beker plaatste Galatasaray zich voor het volgend seizoen automatisch in de EuroLeague.

### Erelijst
| Internationaal         |     | |
| EuroCup                | 1x  | 2016                                                                                                 |
| Nationaal              |     | |
| Türkiye Basketbol Ligi | 5x  | 1969, 1985, 1986, 1990, 2013                                                                         |
| Turkse Beker           | 2x  | 1970, 1995                                                                                           |
| Presidentsbeker        | 2x  | 1985, 2011                                                                                           |
| İstanbul Ligi          | 17x | 1934, 1935, 1936, 1942, 1943, 1945, 1946, 1947, 1948, 1949, 1950, 1951, 1952, 1953, 1954, 1958, 1961 |
| Turkse kampioenschap   | 11x | 1947, 1948, 1949, 1950, 1953, 1955, 1956, 1960, 1963, 1964, 1966                                     |

## Andere branches
- Galatasaray SK, een sportvereniging in Turkije
- Galatasaray (vrouwenbasketbal), het vrouwenbasketbal afdeling van Galatasaray SK
- Galatasaray SK (Superleague Formula), de Turks raceteam, onderdeel van Galatasaray SK
- Galatasaray (volleybal), de volleybalploeg van de Turkse club Galatasaray SK